# Павич, Власта
Вла́ста Па́вич (хорв. Vlasta Pavić, род. 24 мая 1957 в Загребе) — хорватский политик, член Социал-демократической партии Хорватии, мэр Загреба в 2002—2005 годах.
Павич была избрана градоначальником Загреба 1 марта 2002 года после того, как Милан Бандич (также член СДП) был вынужден уйти в отставку в связи со скандалом. Она была избрана при поддержке городского собрания членов правящей коалиции СДП и партии либеральных демократов. Вступив на должность она обозначила, что намерена продолжить проекты, начатые Бандичем. Вскоре после выборов Милан Бандич был назначен одним из двух заместителей Власты Павич. Всё время нахождения Павич на посту мэра она конфликтовала с Бандичем. Она публично обвиняла его в нарушениях во время выборов.
В мае 2003 года еженедельник «Nacional» сообщил, что в кампании по дискредитации Павич Милан Бандич был связан с правой оппозицией.
В марте 2004 года она потребовала публичных извинений от Бандича за то, что тот, якобы, оскорбил её мать в «вульгарной и очень примитивной» форме. Она заявила, что в интересах города и коалиции многое не афишировала, но более не считает, что следует сохранять молчание.
В конце концов соперники договорились, что Власта Павич не будет выставлять свою кандидатуру на следующих выборах. Тем не менее, Бандич добивался проведения досрочных выборов, которые состоялись 15 мая 2005 года